# 莱克罗泽
莱克罗泽（法語：Les Crozets，法語發音：[le kʁɔzɛ]）是法国汝拉省的一个市镇，位于该省南部，属于圣克洛德区。

## 地理
莱克罗泽（46°27'37"N, 5°47'39"E）面积7.59 平方千米，位于法国勃艮第-弗朗什-孔泰大區汝拉省，该省份为法国东部内陆省份，北起上索恩省，西北接科多尔省，西临索恩-卢瓦尔省，南至安省，东与杜省和瑞士接壤。
与莱克罗泽接壤的市镇（或旧市镇、城区）包括：莱谢尔、埃蒂瓦勒、穆瓦朗昂蒙塔涅、拉维约勒、楠谢。

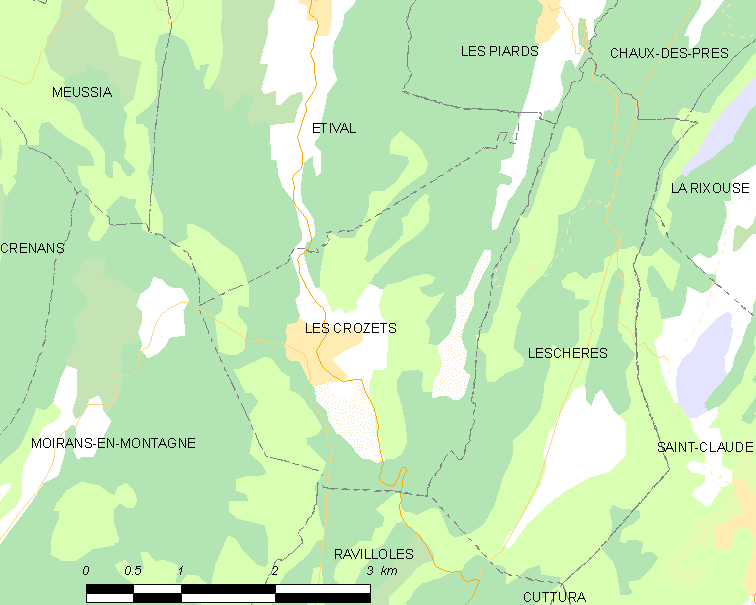
莱克罗泽的OSM定位图

莱克罗泽的时区为UTC+01:00、UTC+02:00（夏令时）。

## 行政
莱克罗泽的邮政编码为39260，INSEE市镇编码为39184。

## 政治
莱克罗泽所属的省级选区为穆瓦朗昂蒙塔涅县。

## 人口

1962-2008年间莱克罗泽人口变化图示

莱克罗泽于2022年1月1日时的人口数量为193人。